# Domenico Zipoli
Domenico Zipoli (17 oktober 1688 - 2 januari 1726) was een Italiaans componist uit de Barok.

## Leven
Domenico Zipoli werd op 17 oktober 1688 geboren in Prato, Italië. Daar ontving hij ook zijn muzikale basisopleiding. In 1707 werd hij, onder het beschermheerschap van groothertog Cosimo III de' Medici van Toscane, leerling van de organist Giovani Maria Casini in Florence. Vervolgens studeerde hij korte perioden in Napels bij Alessandro Scarlatti, in Bologna, en in Rome, waarschijnlijk bij Bernardo Pasquini. In 1710 werd hij organist van de Santa Maria in Trastevere. Uit deze vroege periode dateren twee van zijn oratoria: San Antonio di Padova (1712) en Santa Caterina, Virgine e Martire (1714). Rond 1715 werd hij organist van de Kerk van Gesú (de moederkerk van de Sociëteit van Jezus) in Rome, een prestigieuze functie. Begin 1716 voltooide hij zijn bekendste werk, een verzameling klavierstukken getiteld Sonate d'Intavolatura voor orgel of klavecimbel.
Nog steeds in 1716 trad Zipoli toe tot de orde van de Jezuïeten in Sevilla, met de wens te worden uitgezonden naar de ‘Reducciones’ (dorpen die uitsluitend bestemd waren voor inheemse bewoners) van Paraguay, waar hij muziekles zou geven aan de Guaraní. Zo ging hij op 5 april 1717 met een groep van 53 missionarissen scheep in Cadiz, om op 13 juli 1717 aan te komen in Buenos Aires.
In 1724 voltooide hij zijn priesterstudie in Córdoba, maar omdat er geen bisschop beschikbaar was, kon hij niet tot priester worden gewijd. Al die jaren was hij ook muziekdirecteur van de plaatselijke Jezuïetenkerk geweest. Maar nadat Zipoli was getroffen door een onbekende besmettelijke ziekte, stierf hij op 2 januari 1726 in het Jezuïetenhuis van Córdoba. Zijn graf is nooit gevonden.

## Muzikale nalatenschap
Zipoli is tegenwoordig vooral bekend om zijn klavierwerken; veel ervan ligt binnen het bereik van beginnende tot gemiddelde spelers en is opgenomen in de meeste standaard anthologieën. Zijn Italiaanse composities zijn altijd bekend geweest, maar in 1972 werd door de architect Hans Roth in Chiquitos, Bolivia, een deel van zijn Zuid-Amerikaanse kerkmuziek ontdekt, waaronder twee missen, twee psalmzettingen, drie ‘Inni dell’ ufficio’, en een Te Deum Laudamus. Een mis die in 1784 in Potosí, Bolivia werd gekopieerd en in Sucre, Bolivia wordt bewaard, lijkt een lokale compilatie op basis van de twee andere missen. Zijn dramatische muziek, waaronder twee complete oratoria en delen van een derde, is grotendeels onvindbaar. Maar van de Castiliaanstalige opera ‘San Ignacio de Loyola’ zijn eind 20e eeuw twee manuscripten teruggevonden in Bolivia: één in de archieven van Santa Ana de Chiquitos en een in die van San Ignacio de Moxos, beide in de regio die destijds bekend stond als de provincie Paraguay. De opera werd gecomponeerd tussen 1717 en 1726 door Zipoli, in samenwerking met de Zwitserse architect-jezuïet Martin Schmid (1688-1726) en een onbekende derde - mogelijkerwijs inheemse - componist.￼Inmiddels is de opera heropgevoerd in onder andere Spanje, Londen, Rome en Boston. 
Zipoli wordt beschouwd als de meest vooraanstaande musicus onder de Jezuïeten-missionarissen.